# Телевидение в Австрии

## История
Телевизионные передачи ведутся с 1955 года, до 1 июля 2003 года велись только общественным учреждением (до 1975 года - обществом с ограниченной ответственностью, все 100% капитала которого принадлежали государству) «Австрийское радио», до 1961 года по одной, а с 1961 года - по двум программам, с 1 июля 2003 года общественным учреждением «Австрийское радио» и частными телекомпаниями (с 1 июля 2003 года ATV, с июне 2004 года - Puls 4, с декабря 2009 года - Austria 9 TV).

## Австрийское радио
- «ОРФ 1»
- «ОРФ 2»
- «ОРФ III»
- «ОРФ Шпорт плюс»
- «3 Зат» (совместно с государственными вещательными организациями земель Германии, Вторым германским телевидением и Швейцарским обществом радиовещания и телевидения)

## Коммерческое телевидение Австрии
- ATV
- Puls 4
- Austria 9 TV
- Go TV
- Okto
- Servus TV

## Телепрограммы ретранслируемые на территории Австрии
- ProSieben Austria
- Sat.1 Österreich
- Kabel eins Austria
- MTV Austria (всегда только местная реклама)
- Nick Austria (всегда только местная реклама)
- RTL2 Austria (всегда только местная реклама)
- RTL Austria (всегда только местная реклама)
- Viva Austria (всегда только местная реклама)
- Vox Austria (всегда только местная реклама)

## Региональные телепрограммы
- Salzburg TV
- LT1
- Inn-TV
- Steiermark 1
- P3TV